# Torneo Internazionale Femminile di Palermo 1991
Torneo Internazionale Femminile di Palermo 1991 — жіночий тенісний турнір, що проходив на відкритих кортах з ґрунтовим покриттям Country Time Club у Палермо (Італія). Належав до турнірів 5-ї категорії в рамках Туру WTA 1991. Турнір відбувся вчетверте і тривав з 8 до 14 липня 1991 року. Несіяна Марі П'єрс здобула титул в одиночному розряді й заробила 13,5 тис. доларів.

## Фінальна частина

### Одиночний розряд
Марі П'єрс —  Сандра Чеккіні 6–0, 6–3
- Для П'єрс це був перший титул в одиночному розряді за кар'єру.

### Парний розряд
Марі П'єрс /  Петра Лангрова —  Лаура Гарроне /  Мерседес Пас 6–3, 6–7(5–7), 6–3